# Suedeheads
El movimiento suedehead es una moda juvenil surgida de la cultura skinhead a principios de 1970. Se puede considerar como una evolución estética, en la que los chicos se dejaron crecer el pelo un poco más, peinándolo con una sencilla raya al lado, volviendo quizá a la imagen de pelo no tan corto que llevaban los rudeboys británicos antes del «boom» skinhead de 1969, cabe mencionar que seguían pertenenciendo en su mayoría a la clase obrera.
Esto nos lleva a pensar, en términos sociológicos, que con el cambio de década y después de que tantos y tantos jóvenes se raparan el pelo (con el consiguiente «boom» mediático que conllevó), aquellos chicos que ahora llamamos suedeheads se reafirmaron más en su cultura y su manera de hacer: el reggae, el ska, sus discos y fiestas, su manera de vestir, el gusto por el fútbol y el ambiente profundo de pandilla, pero pasando más inadvertidos entre la prensa. Solo se dejaron crecer un poco el pelo mientras, seguramente, la mayoría de los jóvenes que iban rapados simplemente olvidaron la cultura que vivieron años atrás. 
Innovaciones en la moda son el uso de chaquetas deportivas Harrington, zapatos estilo loaffer o brogue sobre calcetines rojos, azules o rayados y el uso creciente del pantalón sta-prest de la marca Levi. Este modelo se encontraba tanto en tela tejana como en tela de vestir, y siendo de porte elegante, permitía a estos chicos de principios de década más versatilidad en su imagen. Aunque también usarían más los trajes que en años anteriores, destacaríamos la crombie como su pieza de ropa superior característica.
- Datos: Q2140355